# Gobrya cyanea
Gobrya cyanea är en tvåvingeart som först beskrevs av Günther Enderlein 1920.  Gobrya cyanea ingår i släktet Gobrya och familjen Gobryidae. Inga underarter finns listade i Catalogue of Life.